# 旧台南警察署
旧台南警察署（きゅう-たいなん-けいさつしょ、原臺南警察署）は台湾台南市中西区にある直轄市定古蹟のアール・デコ建築物。日本統治時代に台南市（台南州の州轄市）の台南警察署庁舎として建設され、戦後は2010年の県市合併と直轄市昇格前の台南市政府（市）警察局として使われていた。その後建物は2011年より台南市美術館が使用することになり、2019年に「台南市美術館1館」として再オープンした。

## 沿革

### 前身
日本統治時代の1896年（明治29年）、大日本帝国の台湾統治を軍政から民政に改めるべく、地方制度を3県1庁に変更した。1901年（明治34年）、台湾総督府民政部は「警保課」を「警察本署」に、合わせてその管轄下の地方組織でも20庁とその傘下に警務課と支庁を置いた:(1-1)。
1919年（大正8年）警察本署は警務局に、その翌1920年に地方組織も5州2庁となり、このときに台南州に警務課が、州轄市の台南市にはその警務課の下に属する「警察署」が置かれた:(1-1)。当初は台南市役所とともに台南州庁の建物を間借りしていた:(1-1)。現在地は警察署ができる前は清朝統治時代に台湾府城の七寺八廟の一つ龍王廟があり、民生緑園造成とそれに伴う道路拡張で台南公園に移転される前の重道崇文坊も当地付近に建っていた。

### 建設
1930年（昭和5年）10月29日、州庁舎東隣の幸町1丁目で着工:(1-2)、翌1931年（昭和6年）6月22日に上棟式、11月20日に落成した:(1-2)。台北南警察署（現存せず）に次いで台湾では2番目の警察専用庁舎だった:(1-1)。総費用は当時の金額で91,911円97銭（建築費用86,432円3銭、設備費用5,479円94銭）:(1-2)。
台湾総督府から1930年に台南州へ配属された土木技術者で、台湾建築会台南州支部長でもあった梅澤捨次郎が設計監督を、梅沢が所属した土木課営繕係が工事監督を、「台南消防の父」として知られる住吉秀松が創業した建設業の住吉組を継いだ中井組が施工を担った:(3-50)。梅澤と親交の深かった台湾総督府営繕課の井手薫も技術協力という形で参加している:(3-50)。警察の互助組織だった「台南州警察協会」は、秀松が建てた旧台南合同庁舎に入居していた:(2-46)。1945年には米軍の空襲で庁舎の一部が全半壊している:(3-15)-(3-18)。

### 戦後
第二次世界大戦後、台南警察署は省轄市としての台南市政府警察局となった。数度の増築を経て1998年6月26日に台南市政府は警察署庁舎を市の指定古蹟に登録:(1-1)。戦前に台湾各地で建てられた警察施設の中では保存状態も良好である
2010年に市が台南県との合併で直轄市に昇格すると新市政府の警察局庁舎は新営区の旧台南県警察局庁舎に集約移転した。2011年6月17日、市長の頼清徳はこの建物と同区忠義路二段の「公11立体駐車場」跡地を台南市美術館（行政法人）の拠点として美術館とすることを発表した。警察署建物は1館（近現代美術館）、駐車場は2館（当代美術館）へとリニューアルし、2019年に正式開館。また、将来的に展示スペースが不足した際は友愛街を隔てて南隣の指定古蹟「旧嘉南大圳組合事務所」とペデストリアン・デッキで連結することも嘉南農田水利会との間で合意に達している。美術館1館となる警察庁舎のうち、戦後増築された部分のいくつかは撤去される:(6-35)。

## 建築

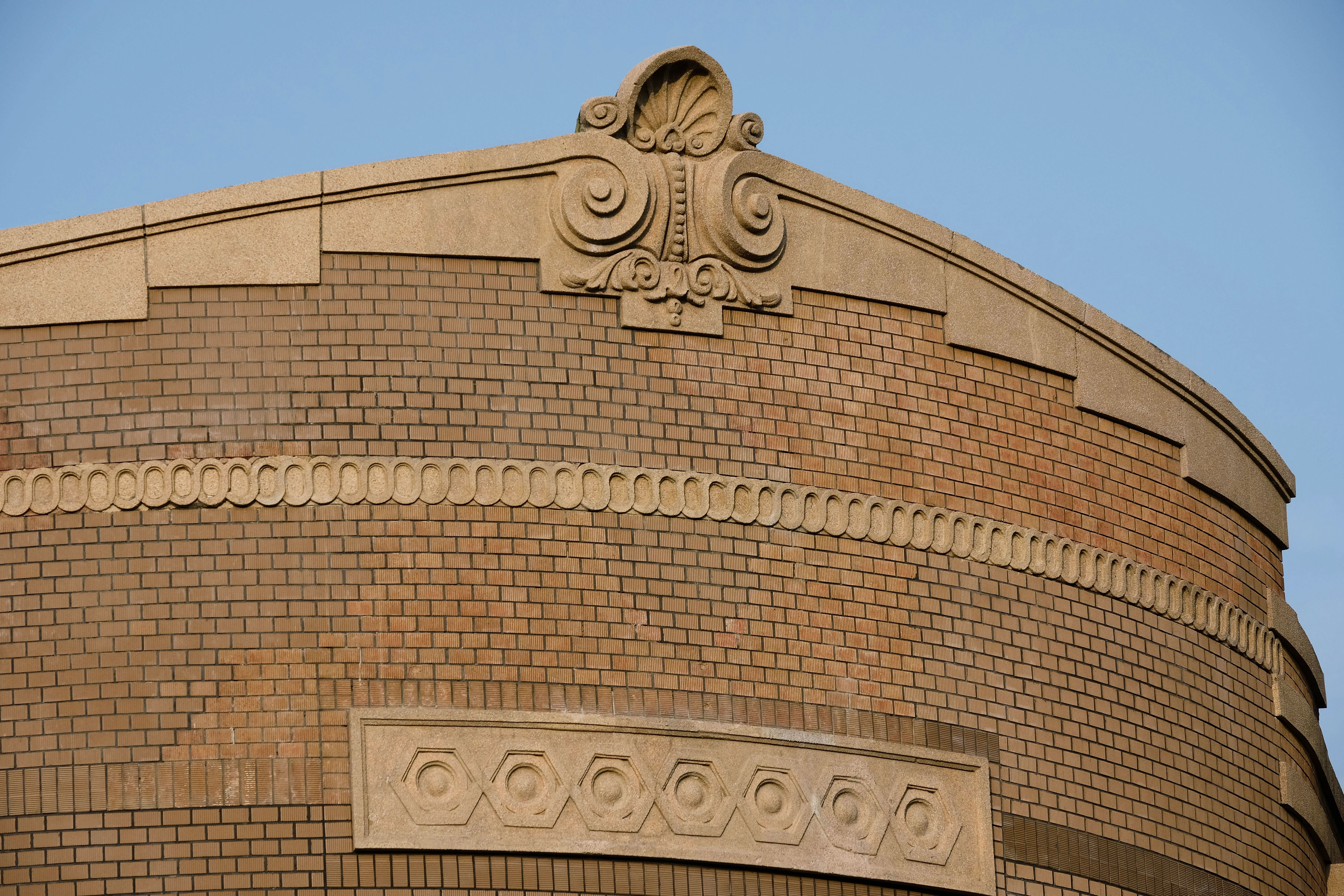
細部の装飾

警察署庁舎は折衷主義を採り入れ、扇形左右対称の外観である。1階は門廊（ポルチコ）に3つの門洞を備え、簡素な柱頭の柱で支えており、門廊の上には陽台（バルコニー）がある。門廊を穿ってメインホールと階段があり、左右両側の執務室と2階へ通じている。1階は角窓、2階はアーチ窓が配されている。
敷地中央には吹き抜けの中庭があり1本のガジュマルの大木が植えられている:(4-12)、2階は入口直上に会議室、両翼側は当初は平屋だったが、左翼側が1942年（昭和17年）増築され弁公室となったほか:(1-3)、右翼側は1959年以前に増築された礼堂（講堂）:(1-3)、(4-3)、(4-4)、(4-11)、中庭を挟んだ奥は1982年に増設された局長室や応接室がある:(1-15)。

### 煉瓦壁
鉄筋コンクリート建築で、壁面は煉瓦造り。外壁建材は旧台南測候所やハヤシ百貨店と同様に北投窯業産の「大山形素焼十三溝面煉瓦」という当時台湾で流行していた素焼きで1つの面に13本の溝が入ったものが使われている。釉掛け処理のない素焼きのため元は土色だった。これは当時の国防を考慮していたとされている。反射光量が少なく上空から視認されにくいことから空襲を免れたといわれている。戦後は警察機関において識別を統一するため紅漆が上塗りされた。2015年以降の美術館計画の進行に伴い元の土色を甦らせている。

## 立地

### 周辺
「民生緑園文化園区」の中心地である湯徳章紀念公園（旧民生緑園、大正公園）の南側、南門路と友愛街の交差点北東角にある。
| - 旧台南州庁（現国立台湾文学館、西隣） - 旧嘉南大圳組合事務所（現嘉南農田水利会、南隣） - 開隆宮 - 聖母無玷原罪始胎堂（別名：中山天主堂） - 太平境教会 - 呉園（台南公会堂） - 台湾首廟天壇 - 旧台南測候所 - 旧台南合同庁舎（現・消防史料館） - 開基三官廟 | - 鄭氏家廟 - 旧日本勧業銀行台南支店（現台湾土地銀行） - ハヤシ百貨店 - 忠義国小 - 旧台南武徳殿 - 台南孔子廟（交差点向かい） - 開基永華宮 - 台湾府城隍廟 - 鶯料理（料亭） - 旧台南地方法院（現・司法博物館） |  |

### 交通
台南駅から中山路を南西へ約1km、徒歩約15分、または大台南公車2路で「孔廟(台灣文學館)」停留所下車

### 註釈
1. ↑  住吉組は創業者秀松の没後（1928年）はその次男が継いだが、その後中井清枝によって継承されたため[3]:(3-84)、警察署との関わりは間接的なものとなる[6]。

## 関連書籍
- （繁体字中国語）傅朝卿 (2001年11月). 台南市古蹟與歷史建築總覽. 台南市: 台灣建築與文化資產出版社. ISBN 957-30880-4-5
- （繁体字中国語）范勝雄 (1988-07-01). 府城叢談 (4). 臺南市: 臺南市政府. pp. 89頁. ISBN 957-02-2143-7